# Corona (Californien)
 For alternative betydninger, se Corona. (Se også artikler, som begynder med Corona)
Corona er en by i Riverside County i den amerikanske delstat Californien med et areal på 91,1 km² og en befolkning på 124.966 indbyggere (2000).

## Berømte personer fra Corona
- Ken Calvert, politiker
- Michael Parks, skuespiller
- Tyler Hoechlin, skuespiller